# Jornes
Jornes, San Juan de Jornes o San Juan de Xornes (llamada oficialmente San Xoán de Xornes) es una parroquia y un lugar español del municipio de Puenteceso, en la provincia de La Coruña, Galicia.

## Entidades de población
Entidades de población que forman parte de la parroquia:
- Ardabón
- Froján (Froxán)
- Jornes (Xornes)
- Pontedona (A Pontedona)
- San Antonio (Santo Antonio)
- Sergude

## Demografía

### Parroquia
| Gráfica de evolución demográfica de Jornes (parroquia) entre 2000 y 2019 |
|                                                                          |
| Datos según el nomenclátor publicado por el INE.                         |

### Lugar
| Gráfica de evolución demográfica de Xornes (lugar) entre 2000 y 2019 |
|                                                                      |
| Datos según el nomenclátor publicado por el INE.                     |